# 特雷巴塞莱盖
特雷巴塞莱盖（義大利語：Trebaseleghe），是意大利威尼托大区帕多瓦省的一个市镇。总面积30.73平方公里，人口12481人，人口密度406.2人/平方公里（2009年）。国家统计（ISTAT）代码为028093。